# Chrono Cross
Chrono Cross (クロノ・クロス, Kurono Kurosu) é um jogo eletrônico de RPG desenvolvido pela SquareSoft (atual Square Enix) e distribuído pela própria Square no Japão e pela Square Electronic Arts nos Estados Unidos. Foi lançado em 1999 para o Playstation. Assim como seu antecessor Chrono Trigger, Chrono Cross foi desenvolvido pelo roteirista e diretor Masato Kato,  e outros desenvolvedores regressantes incluíram o diretor de arte Yasuyuki Honne, o produtor Hirochimi Tanaka, o compositor Yasunori Mitsuda e o planejador de som Minoru Akao. Nobuteru Yūki ficou a cargo do design dos personagens.
A história de Chrono Cross é focada no adolescente chamado Serge e na temática de mundos paralelos. De cara com uma realidade alternativa na qual morreu ainda criança, Serge parte em busca da verdade em torno da divergência entre os dois mundos. A carismática ladra Kid e outros quarenta e três personagens o ajudam na sua jornada através do arquipélago tropical de El Nido. Na luta por revelar seu passado e encontrar a misteriosa Frozen Flame, Serge é várias vezes confrontado por Lynx, um antagonista sombrio trabalhando para capturá-lo. Os destinos de Serge e Kid são finalmente revelados para encontrar suas raízes nos eventos de Chrono Trigger.
Na época de seu lançamento, Chrono Cross foi aclamado pela crítica, ganhando a raríssima nota 10.0 no GameSpot e tendo o score agregado de 92.28% de acordo com o site GameRankings. As um milhão e meia de cópias do jogo vendidas em todo o mundo o levaram ao seu re-lançamento com o selo Greatest Hits e uma vida estendida no Japão como parte do Ultimate Hits series. O jogo recebeu ainda uma edição especial chamada Millennium Fair Special, que vinha acompanhada de um relógio e uma compilação musical. Em 2011, foi disponibilizado para download na PlayStation Network.

## Jogabilidade

### Sistema de batalha

Uma batalha em Chrono Cross.

Chrono Cross traz um sistema de combos permite que o jogador escolha entre três níveis de ataques, e junte-os de forma a produzir um conjunto de golpes efetivo.
Conforme os personagens aumentam suas habilidades, novas técnicas surgem, deixando ao jogador a opção de juntar forças de dois ou mais personagens em poderosas combinações. Batalhas aleatórias também se tornam coisas do passado. Agora, a maioria dos monstros podem ser vistos, deixando ao jogador opção de evitar ou não batalhas desnecessárias.
No jogo tem as seguintes opções de luta: 1 (bater mais fraco, mas com mais chances de acertar); 2 (ataque equilibrado) e 3 (bate mais forte mas com menos chances de acertar)

### OsElements
Assim como o sistema de batalha, o sistema de magias de Chrono Cross introduz novas estratégias ao jogo, mudando a visão dos ataques especiais.
No mundo de Chrono Cross, a magia é controlada pelo uso dos Elements, feitiços que têm suas posições designadas em um Element Grid. Dependendo de sua posição, magias fracas podem ter seus efeitos fortalecidos ao custo de mais tempo para execução, enquanto magias fortes podem ser lançadas rapidamente, perdendo parte de seu poder. Cada ataque físico, dependendo do nível de força, acrescenta um valor respectivo no seu Grid, consumindo stamina ao ser usado mas, em contrapartida, liberando Elements mais poderosos. O jogo inclui ainda as famosas Summonings, que aqui são Elements que consistem na conjuração de alguma criatura poderosa, muito comuns em jogos como Final Fantasy, e que requerem um esforço maior para serem realizados.
Além disso, cada Element e cada personagem tem um cor específica, influenciando a eficácia de feitiços quando executadas por personagens de cores iguais ou opostas ou contra certas cores de oponentes.

### OElemental Field
Cada batalha apresenta um mostrador das última três cores de magias utilizadas (partindo de cores que são influenciadas pelo local). Esse mostrador é o Elemental Field, uma determinada cor no elemental field determina que cor está predominante no campo sendo dessa maneira vantajoso para personagens ou inimigos daquela determinada cor, ataques físicos, elements e inclusive a defesa serão incrementados conforme o campo incline-se para a cor de algum personagem no campo de batalha.

## História

### Ambiente
Chrono Cross se passa em um arquipélago chamado El Nido ("o ninho" em Espanhol), povoado por antigos nativos, colonizadores oriundos do continente de Zenan (principal ambiente de Chrono Trigger), e "semi-humanos" com características de animais. Vinte anos se passaram desde os eventos de Trigger, com a nação de Porre tendo no período se tornando uma potência regional e destruído o reino de Guardia, onde viviam os protagonistas Crono, Marle e Lucca.

### Personagens principais
Um total de quarenta e cinco personagens jogáveis estão disponíveis. Cada um tem afinidade com um elemento entre os seis disponíveis e três habilidades únicas. Vários possuem sotaques e tiques verbais. O protagonista é Serge, um jovem de 17 anos vindo da Vila Arni, um balneário habitado por pescadores. Ele é ajudado por Kid, uma ladra de dezesseis anos e sotaque australiano que busca vingança contra Lynx, uma pantera antropomórfica que incendiou o orfanato onde Kid morava matando sua mãe adotiva Lucca. Um sádico agente do supercomputador FATE, Lynx é acompanhado pela arlequina Harle.

### Enredo
Em uma manhã, Serge se prepara para um encontro com sua amiga Leena em uma praia. Lá ele cai em uma dimensão alternativa, onde dez anos antes Serge havia  morrido afogado na mesma praia. Tentando descobrir sobre sua morte Serge conhece a ladra Kid, que o convence a acompanhá-la em uma missão em busca da lendária Frozen Flame na Mansão Viper, lar dos guerreiros Acacia Dragoons. Ao invadir a mansão, Serge descobre por um sábio residente na biblioteca que o incidente na praia dez anos causou a divisão da realidade em duas dimensões, a que Serge sobreviveu e a em que ele se encontrava no momento. Na cobertura da mansão, o maligno Lynx ataca os ladrões e envenena Kid.
Buscando uma cura para Kid, Serge descobre que o amuleto da ladra permite viajar entre as dimensões. Após a recuperação de Kid, Serge decide ir para Fort Dragonia, onde os Acacia Dragoons preparam-se para defender do exército invasor de Porre. No forte, Lynx consegue trocar de corpo com Serge através de um antigo artefato, a Dragon Tear. Utilizando-se da aparência enganadora, Lynx apunhala Kid e envia Serge para uma anomalia temporal. Serge escapa com a ajuda da arlequina Harle, e ao voltar para sua dimensão nativa descobre que não consegue mais viajar entre as realidades. Em busca de respostas visita a lagoa proibida conhecida por Dead Sea. Dentro se vê uma região desolada e congelada no tempo, repleta de ruínas futuristas. Na torre no centro do Dead Sea, guiado por aparições de Crono, Marle e Lucca de Chrono Trigger, Serge encontra a Frozen Flame, protegida por Miguel, o pai de Leena que está sendo orientado por uma entidade chamada FATE. Miguel explica a Serge que sua existência implicaria a destruição do mundo no futuro, e tenta atacá-lo. Quando Miguel é derrotado, FATE destrói o Dead Sea para impedir Serge de obter a Frozen Flame.
Voltando a viajar entre as dimensões, Serge ajuda os Acacia Dragoons contra a invasão de Porre e consegue a Dragon Tear de outra dimensão para voltar a seu corpo original. Então decide buscar resoluções no equivalente do Dead Sea no outro mundo, o Mar de Eden. O mar abriga a instalação científica Chronopolis, habitada pelos fantasmas de cientistas que estudavam sobre o tempo-espaço. Serge encontra lá Lynx, Kid e a Frozen Flame. Lynx se une ao supercomputador FATE para atacar Serge, mas é derrotado. Sem FATE para impedí-los, os dragões de El Nido roubam a Frozen Flame, e se escondem em uma fortaleza que emerge do mar, Terra Tower. Kid entra em um coma, e Harle larga o grupo para se unir aos Dragões. Serge salva Kid após purificar a espada Masamune de Trigger, e criar o elemento mítico Chrono Cross com os restos das duas Dragon Tear.
Em Terra Tower, o sábio da mansão se revela como Belthasar, um dos sábios de Trigger. Belthasar explica que no futuro ele criou Chronopolis, controlada por FATE e eventualmente mandada dez mil anos no passado após um experimento fracassado de controlar o tempo. A aparição de Chronopolis trouxe outra cidade de um futuro alternativo, Dinopolis, construída pelos Dragonians - descendentes dos Reptites de Trigger em uma dimensão paralela. Chronopolis entrou em guerra com Dinopolis, e após sua vitória capturou o Deus Dragão que controlaria a natureza. FATE terraformou o arquipélago de El Nido, dividiu o Deus Dragão nos seis dragões que se espalhariam pelas ilhas, e apagou as memórias da equipe de Chronopolis para que eles povoassem El Nido. Os Dragonians sobreviventes também foram para o arquipélago, criando os Elementos mágicos e dando origem aos Semi-Humanos.
Milhares de anos depois, o bebê Serge foi atacado por uma pantera. Em busca de uma cura, seu pai Wazuki em companhia de Miguel acabariam entrando em Chronopolis em meio a uma tempestade que apagou as defesas de FATE. A Frozen Flame curou Serge, e um circuito de FATE - construído a partir de Robo - transformou Serge no "Árbitro" que seria o único capaz de tocar a Frozen Flame, impedindo FATE de usar o artefato. Os Dragões então criaram Harle para tentar roubar o artefato, enquanto FATE corrompeu Wazuki, transformando-o em Lynx e ordenando-o a afogar Serge. Belthasar então salvou Serge mandando Kid de volta no tempo, criando a divisão dimensional.  Antes de partir, Belthasar diz a Serge que os Dragões planejam destruir a humanidade, e pede para que ele termine de escalar Terra Tower para tentar impedí-los. Após derrotar o reconstruído Deus Dragão, Belthasar avisa que esse Dragão era uma cópia, com o original tendo sido absorvido por uma entidade conhecida por Devorador do Tempo, que planeja destruir todo o universo.
Na praia do vão entre as dimensões, as aparições dos protagonistas de Trigger explicam que o Devorador do Tempo é uma fusão do monstruoso Lavos com a princesa Schala em uma anomalia temporal. Ao ouvir o choro de Serge catorze anos antes, a parte ainda humana de Schala causou a tempestade para tentar salvar o garoto, e criou um clone que seria mandado ao mundo daquela época - Kid. Todo o esquema de Belthasar visava impedir a conclusão da mescla de Schala e Lavos para salvar o mundo. Com um Ovo do Tempo, Serge vai para a anomalia, a Escuridão Além do Tempo, e liberta Schala de Lavos. Agradecida, Schala unifica as dimensões e retorna Serge a seu mundo, notando que ele esqueceria a jornada.
Serge é acordado na praia por Leena, tendo desmaiado em vez de cair em outra dimensão. Então Schala escreve em seu diário que continuará a procurar por Serge nessa vida e na outra. O diário se fecha, e na estante se vê uma foto de Kid se casando com um homem parecido com Serge. Durante os créditos, uma versão de Kid perambula pelo mundo moderno.

## Desenvolvimento
Pouco após o desenvolvimento de Xenogears em 1998, a Square aprovou o lançamento de uma continuação de Chrono Trigger. O produtor e roteirista Masato Kato já tinha ideias desde 1996, quando lançou uma pseudo-sequência para um acessório do Super NES, Radical Dreamers. Muito da história de Radical Dreamers acabaria aproveitada em Chrono Cross, que visava ser uma sequência relativamente independente para não tentar simplesmente copiar Trigger. Isso incluiu o foco em dimensões alternativas ao invés de viagem no tempo, que subsequentemente reduziu o mundo a um arquipélago relativamente pequeno. O jogo original seria mais curto, onde o jogador poderia recrutar todas as pessoas que encontrasse para sua equipe e o time ditaria o final do jogo. Eventualmente o escopo do jogo aumentou, diminuindo os personagens de 64 para 45 e descartando os finais alternativos. Kato dirigiu e escreveu a história principal, com subtramas e personagens menores com outros desenvolvedores. A equipe ocasionalmente tinha problemas para mesclar eventos com o enredo devido à complexidade do conceito de mundos paralelos. Kato eventualmente confirmou que Cross resolveria sobre o destino de Schala, que ele não conseguiu explorar em Chrono Trigger, e explicou que o final com Kid em uma cidade contemporânea planejava fazer jogadores pensarem que futuros alternativos e infinitas possibilidades eram algo que poderia existir em suas próprias vidas.
A equipe chegou a ter cerca de 80 desenvolvedores, com mais 10 a 20 artistas criando cenas em vídeo e 100 testadores para controle de qualidade. O time via pressão em seguir o "Time dos Sonhos" que criara Trigger. O inovador sistema de batalha buscava evitar jogabilidade repetitiva em busca do aumento de níveis, e agregaria mais humor para se diferenciar da seriedade vista em Final Fantasy. A equipe criou todo o motor de jogo do zero, sem se aproveitar do que já havia sido utilizado na Square, e procurou explorar ao máximo o hardware do PlayStation. Mapas mesclavam modelagem em 3D com renderização em 2D, e uma tecnologia na leitura do CD permitia acesso rápido aos dados.

### Trilha Sonora
A trilha sonora foi composta por Yasunori Mitsuda, convidado pessoalmente por Kato por seu trabalho em Trigger. Kato visava um "ambiente do Sudeste Asiático, com tons de locais como a Grécia"; Mitsuda centrou sua inspiração no Velho Mundo, com influências de gêneros como o Fado. Mitsuda buscou diferenciar entre os mundos com melodias tristes na dimensão alternativa e alegres na original, esperando com a música passar forte conteúdo emocional. Músicas de Trigger e Radical Dreamers são reaproveitadas ao longo da trilha de Cross. Mitsuda convidou o guitarrista Tomohiko Kira para as faixas de abertura e encerramento, com a canção final também tendo a participação da cantora Noriko Mitose.
Depois do lançamento do jogo, Mitsuda e Kato jogaram Chrono Cross para registrar suas primeiras impressões e observar como as faixas ficaram intercalados com as cenas; o tema de encerramento trouxe Kato às lágrimas. A Square lançou uma trilha sonora oficial de três CDs no Japão após a estreia do jogo. A trilha sonora ganhou o Prémio de Ouro para o Playstation Awards de 2000. Em 2005, a Square Enix reeditou a trilha sonora devido à demanda popular. No início do mesmo ano, Mitsuda anunciou uma novo arranjo para um álbum de Chrono Cross, programado para ser lançado em julho de 2005, porém foi adiado. O álbum foi anunciado apenas em 2015 no aniversário de 20 anos de carreira de Yasunori Mitsuda, intitulado To Far Away Times: Chrono Trigger & Chrono Cross Arrangement Album, este foi finalmente lançado pelo site da Square Enix em 14 de outubro de 2015. Todas as faixas foram compostas por Mitsuda.
As músicas do jogo são consideradas uma obra prima, elas foram destaques no concerto de fantasias sinfônicas em setembro de 2009, parte da série Symphonic Game Music Concert conduzida por Arnie Roth. Em 2011, o tema de Chrono Cross "Scar of Time" foi eleita o primeiro lugar no hardcore Gaming 101 de "Melhor música de video game de todos os tempos" por votação. "Scar of Time" também foi destaque em 2012 pela NPR em um programa sobre resultados de jogos classicamente arranjados.

## Recepção
O site IGN incluiu o jogo na posição de número 85 no ranking dos "100 melhores RPGs de todos os tempos" (Top 100 RPGs of All Time).